# كيفن مادن
كيفن مادن (بالإنجليزية: Kevin Madden)‏ هو ناطق رسمي أمريكي، ولد في 2 مارس 1972 في نيويورك في الولايات المتحدة.

## وصلات خارجية
- كيفن مادن على موقع IMDb (الإنجليزية)